# Bruno Vale
Bruno Miguel Esteves Vale (Mafamude, 8 de Abril de 1983) é um futebolista português que joga habitualmente na posição de guarda-redes. Jogou na União Desportiva Oliveirense onde viria a terminar a sua carreira.  
Chegou a ser visto por muitos como o sucessor de Vítor Baía nas redes portistas, mas foi sendo emprestado a várias equipas à procura da afirmação.
Bruno Vale já foi internacional A pela Selecção Principal, convocado por Scolari, frente ao Cazaquistão, entrando como suplente e não sofrendo nenhum golo.
O guarda-redes jogou todos os jogos do Euro 2006 de sub-21, fazendo excelentes exibições, nomeadamente na fase de apuramento sem ter sofrido nenhum golo.
No início da época 2009-2010 foi anunciada a sua contratação a título definitivo pelo Clube de Futebol Os Belenenses.

## Títulos
1 - Liga Portuguesa 03/04
2 - Chipre Super Cup
3 - Taça do Chipre
1 - Liga Intercalar 2008/09
Títulos nas Camadas Jovens:
1 - Torneio de Toulon / 2003
1 - Europeu Sub-16 / 2000
1 - Nacional Juniores A 1ª Divisão / 2000/01